# Bắc Ý

Bắc Ý được tô đậm.

Miền Bắc nước Ý hay Bắc Ý được gọi không chính thức trong tiếng Ý là Il Nord, Settentrione hay Alta Italia. Đây là một vùng địa lý và do đó không có bất kỳ chức năng hành chính nào, gồm có các vùng hành chính: Thung lũng Aosta, Piemonte, Liguria, Lombardia, Emilia-Romagna, Veneto, Friuli-Venezia Giulia và Trentino-Alto Adige/Südtirol. Vùng có diện tích 120.260 km², theo điều tra nhân khẩu năm 2011, dân số đạt 27.213.372. Nhằm mục đích thống kê, Viện Thống kê Quốc gia Ý (ISTAT) sử dụng thuật ngữ Tây Bắc Ý và Đông Bắc Ý cho hai trong năm vùng thống kê của Ý. Phân chia tương tự được sử dụng để xác định ranh giới các vùng cấp 1 (NUTS) của Liên minh châu Âu, và các khu vực bầu cử tại Ý của Nghị viện châu Âu.
Bắc Ý bao gồm lưu vực sông Po, là toàn bộ vùng đồng bằng rộng lớn trải từ chân dãy Appennini đến chân dãy Alpes, cùng với các thung lũng và sườn dốc hai bên. Trong suốt dòng chảy của sông Po, từ đầu nguồn tại núi Viso đến cửa sông tại biển Adriatic—một khoảng cách trên 5 độ kinh tuyến —sông nhận được toàn bộ nước chảy từ dãy Appennini về phía bắc, và phần lớn nước chảy từ dãy Alpes về phía nam, sông Adige có dòng chảy song song với sông Po với khoảng cách đáng kể và đổ vào biển Adriatic tại cửa riêng.
Năm 2005, một đoàn nghiên cứu của Viện Khí tượng Hoàng gia Hà Lan báo cáo rằng Bắc Ý là một trong các khu vực ô nhiễm nhất Liên minh châu Âu xét về sương khói và ô nhiễm không khí do các điều kiện khí hậu và địa lý tại đây, gây ra ứ đọng chất gây ô nhiễm.
Bắc Ý là khu vực phát triển nhất và sản xuất nhiều nhất tại Ý, nằm vào hàng có GDP bình quân cao nhất tại châu Âu. Đây là bộ phận đầu tiên của Ý được công nghiệp hoá trong nửa sau thế kỷ 19; cái gọi là "tam giác công nghiệp" được hình thành từ các trung tâm sản xuất là Milano, Torino, và hải cảng Genova. Kể từ đó, trọng tâm công nghiệp của khu vực chuyển về phía đông; tam giác công nghiệp hiện hành gồm có Lombardia, Veneto và Emilia-Romagna. Một sự chuyển dịch tương tự diễn ra trong GDP bình quân, và các phần phía đông (bao gồm Lombardia) đó trở nên thịnh vượng hơn so với Piemonte và Liguria. Với GDP danh nghĩa vào năm 2008 ước đạt 772,676 tỷ euro, Bắc Ý chiếm 54,8% GDP toàn quốc, dù chỉ chiếm 45,8% dân số.

### Vùng
| Vùng                  | Thủ phủ | Dân số (2014) |
| --------------------- | ------- | ------------- |
| Emilia-Romagna        | Bologna | 4.450.541     |
| Friuli-Venezia Giulia | Trieste | 1.227.625     |
| Liguria               | Genova  | 1.584.242     |
| Lombardia             | Milano  | 10.001.496    |
| Piemonte              | Torino  | 4.425.194     |
| Trentino-Nam Tirol    | Trento  | 1.055.649     |
| Valle d'Aosta         | Aosta   | 128.201       |
| Veneto                | Venezia | 4.928.503     |

### Đô thị lớn
Các đô thị trên 50.000 dân.
| #  | Comune             | Vùng                  | Tỉnh             | Dân số    |
| -- | ------------------ | --------------------- | ---------------- | --------- |
| 1  | Milano             | Lombardia             | Milano           | 1.336.364 |
| 2  | Torino             | Piemonte              | Torino           | 897.265   |
| 3  | Genova             | Liguria               | Genova           | 592.995   |
| 4  | Bologna            | Emilia-Romagna        | Bologna          | 386.171   |
| 5  | Venezia            | Veneto                | Venezia          | 264.745   |
| 6  | Verona             | Veneto                | Verona           | 260.293   |
| 7  | Padova             | Veneto                | Padova           | 210.593   |
| 8  | Trieste            | Friuli-Venezia Giulia | Trieste          | 205.483   |
| 9  | Brescia            | Lombardia             | Brescia          | 196.058   |
| 10 | Parma              | Emilia-Romagna        | Parma            | 189.656   |
| 11 | Modena             | Emilia-Romagna        | Modena           | 185.243   |
| 12 | Reggio nell'Emilia | Emilia-Romagna        | Reggio Emilia    | 171.881   |
| 13 | Ravenna            | Emilia-Romagna        | Ravenna          | 158.757   |
| 14 | Rimini             | Emilia-Romagna        | Rimini           | 147.603   |
| 15 | Ferrara            | Emilia-Romagna        | Ferrara          | 133.850   |
| 16 | Monza              | Lombardia             | Monza và Brianza | 123.512   |
| 17 | Bergamo            | Lombardia             | Bergamo          | 118.756   |
| 18 | Forlì              | Emilia-Romagna        | Forlì-Cesena     | 118.366   |
| 19 | Trento             | Trentino-Nam Tirol    | Trento           | 117.228   |
| 20 | Vicenza            | Veneto                | Vicenza          | 113.860   |
| 21 | Bolzano            | Trentino-Nam Tirol    | Bolzano          | 105.787   |
| 22 | Piacenza           | Emilia-Romagna        | Piacenza         | 102.282   |
| 23 | Novara             | Piemonte              | Novara           | 102.189   |
| 24 | Udine              | Friuli-Venezia Giulia | Udine            | 99.535    |
| 25 | Cesena             | Emilia-Romagna        | Forlì-Cesena     | 97.161    |
| 26 | Alessandria        | Piemonte              | Alessandria      | 93.787    |
| 27 | La Spezia          | Liguria               | La Spezia        | 92.459    |
| 28 | Como               | Lombardia             | Como             | 85.063    |
| 29 | Treviso            | Veneto                | Treviso          | 83.133    |
| 30 | Busto Arsizio      | Lombardia             | Varese           | 82.579    |
| 31 | Sesto San Giovanni | Lombardia             | Milano           | 81.075    |
| 32 | Varese             | Lombardia             | Varese           | 79.338    |
| 33 | Asti               | Piemonte              | Asti             | 75.291    |
| 34 | Cinisello Balsamo  | Lombardia             | Milano           | 74.472    |
| 35 | Cremona            | Lombardia             | Cremona          | 71.509    |
| 36 | Pavia              | Lombardia             | Pavia            | 71.332    |
| 37 | Carpi              | Emilia-Romagna        | Modena           | 70.393    |
| 38 | Imola              | Emilia-Romagna        | Bologna          | 69.647    |
| 39 | Vigevano           | Lombardia             | Pavia            | 63.236    |
| 40 | Savona             | Liguria               | Savona           | 61.735    |
| 41 | Legnano            | Lombardia             | Milano           | 60.313    |
| 42 | Faenza             | Emilia-Romagna        | Ravenna          | 58.284    |
| 43 | Moncalieri         | Piemonte              | Torino           | 56.767    |
| 44 | Cuneo              | Piemonte              | Cuneo            | 55.939    |
| 45 | Sanremo            | Liguria               | Imperia          | 53.503    |
| 46 | Gallarate          | Lombardia             | Varese           | 52.234    |
| 47 | Pordenone          | Friuli-Venezia Giulia | Pordenone        | 51.909    |